# 萊芙卡迪婭·哈拉西米夫
萊芙卡迪婭·伊里芙娜·哈拉西米夫（羅馬化：Levkadiia Illivna Harasymiv；1911年9月30日—1952年8月28日），又稱拉夫倫蒂婭修女（сестра Лаврентія）、聖拉夫倫蒂婭（свята Лаврентія），蘇聯烏克蘭裔希臘天主教修女和殉道士。1950年，她被NKVD逮捕，并被流放到托木斯克州。最終在當地去世。